# Château de Launay-Villiers
Pour les articles homonymes, voir Château de Villiers, Launay et Villiers.
Le Château de Villiers est un château français situé à Launay-Villiers, dans le département de la Mayenne et la région des Pays de la Loire. Il est situé près du bourg.

## Histoire
Fief ayant haute, moyenne et basse justice, seigneurie paroissiale, mouvant de la châtellenie de Saint-Ouen, à charge de huit jours de garde « et loyale taille quand elle advient, » 1619. Les appels reportaient à Mayenne. 
En 1725, les religieux de l'Abbaye de Fontaine-Daniel réclamaient à l'acquéreur des droits de ventes qu'il avait payés au comte de Laval, seigneur de Saint-Ouen.

## Description
Au XVe siècle, le château comprenait un ancien corps de logis à fenêtres grillées et était gardé au Nord, à l'Est et au Sud par les étangs, à l'Ouest par les murs et des tours dont deux subsistent, modifiées. En 1619, on mentionne un second logis, séparé du précédent, avec tour et escalier descendant à l'étang du Haut. Les constructions qui reliaient ces deux édifices sont datées de 1575. 
Le château actuel, qui a fait disparaître tout l'ancien, sauf les deux tours, présentant une large façade sur la vallée, a été construit par Charles de Vaujuas de 1879 à 1883. C'est un château moderne à triple façade, chapelle ogivale attenante, terrasse dont les murs plongent dans l'étang. Il y a un autre château d'une architecture plus sobre et rustique en dehors du parc.

## Révolution française

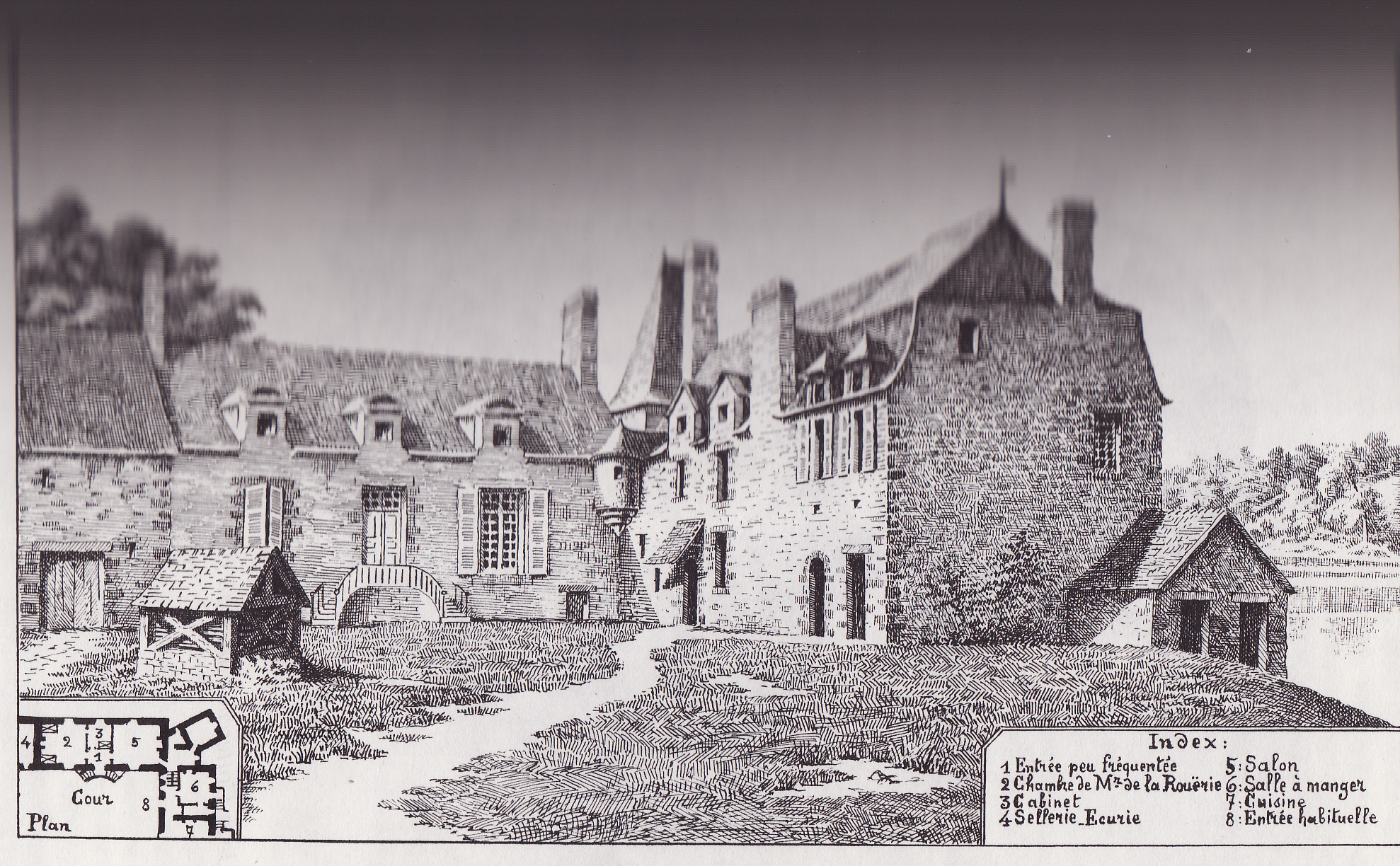
Château de Launay-Villiers.

C'est pendant un séjour de trois mois — mai-juillet 1792 — au château de Villiers, chez son cousin Jacques de Farcy, que Armand Tuffin de La Rouërie, marquis de La Rouërie organisa, avec le secours de Jean-Louis Gavard, l'insurrection des faux-sauniers de la lisière bretonne, dont il put voir les débuts et qui, sous le nom de Chouannerie. 
Le 26 septembre 1792, au lendemain des premiers soulèvements, les gardes nationaux d'Andouillé vinrent s'abattre sur le château de Villiers « au nombre d'environ 400 hommes, sous prétexte de faire la fouille pour les armes. » Ils pillèrent, raconte dans une lettre du 13 janvier 1794 M. de Farcy, brûlèrent les titres de la famille et de la terre, forcèrent toutes les serrures et emportèrent tout ce qu'ils ne détruisirent pas.

## Sources et bibliographie
- « Château de Launay-Villiers », dans Alphonse-Victor Angot et Ferdinand Gaugain, Dictionnaire historique, topographique et biographique de la Mayenne, Laval, A. Goupil, 1900-1910 [détail des éditions] (BNF 34106789, présentation en ligne)